# Benda (Einheit)
Benda war ein afrikanisches Gewichtsmaß und galt vorrangig als Handelsgewicht in Guinea und Senegambien.
Die Maßkette war
- 1 Benda = 2 Benda-offa = 4 Eggeba/Egebba = 8 Piso/Eusano/Usano/Usanno = 16 Ag(u)iraque = 32 Mediatable
- 1 Benda = 64,317 Gramm[1] = 64,1189 Gramm[2] = 64 1/8 Gramm[3] = 64,116 Gramm[4]